# Liste der denkmalgeschützten Objekte in St. Martin-Karlsbach
Die Liste der denkmalgeschützten Objekte in St. Martin-Karlsbach enthält die denkmalgeschützten, unbeweglichen Objekte der Gemeinde St. Martin-Karlsbach.

## Denkmäler
| Foto |                 | Denkmal                                                                       | Standort                                         | Beschreibung | Metadaten |
| ---- | --------------- | ----------------------------------------------------------------------------- | ------------------------------------------------ | --- | --- |
| ja   | Datei hochladen | Hausberganlage Engelsburg HERIS-ID: 56521 Objekt-ID: 65992                    | östlich Habich 12 Standort KG: Karlsbach         | Bereits vollständig verfallen und ohne ortskundige Begleitung nicht aufzufinden. | BDA-Hist.: Q38072850 Status: Bescheid Stand der BDA-Liste: 2025-06-30 Name: Hausberganlage Engelsburg GstNr.: 2496, 2383/1                                  |
| ja   | Datei hochladen | Wegkapelle mit Grabplatten HERIS-ID: 79290 Objekt-ID: 92965 marterl.at: 15025 | südlich Ybbsfeldstraße 10 Standort KG: Karlsbach | Die mit der Jahreszahl 1848 versehene Giebelkapelle hat ein rechteckiges Portal, das von einem Segmentbogen gekrönt ist. Oberhalb davon ist in einer Nische im Giebel ein Bildnis des hl. Florian angebracht. In den Boden sind Grabplatten von Amandus Meischinger (1738), Franciscus Cörding (1706) und Placidus Rueff (1759) eingelassen. Die Kapelle wurde 2016 renoviert. | BDA-Hist.: Q38154103 Status: § 2a Stand der BDA-Liste: 2025-06-30 Name: Wegkapelle mit Grabplatten GstNr.: 2836 Wegkapelle St. Martin-Karlsbach             |
| ja   | Datei hochladen | Pfarrhof HERIS-ID: 79299 Objekt-ID: 92974                                     | Kirchengasse 1 Standort KG: St. Martin           | Der mächtige dreiflügelige Bau um einen rechteckigen Hof mit Querscheune stammt im Kern vermutlich aus dem Mittelalter (erste urk. Erwähnung 1393). Die Rieselputzfassade mit geputzter Eckquaderung und Silhouettenpilastern der beiden Obergeschoße stammt vom Anfang des 19., das Korbbogenportal mit Keilstein und Prellsteinen aus der zweiten Hälfte des 18. Jahrhunderts. Über eine Brücke ist die Anlage mit dem höher gelegenen Kirchhof verbunden. | BDA-Hist.: Q38154133 Status: § 2a Stand der BDA-Liste: 2025-06-30 Name: Pfarrhof GstNr.: 2049/2 Pfarrhof St. Martin-Karlsbach                               |
| ja   | Datei hochladen | Kath. Pfarrkirche hl. Martin und Glocke HERIS-ID: 79294 Objekt-ID: 92969      | neben Kirchengasse 1 Standort KG: St. Martin     | Die im Glockenturm der Pfarrkirche befindliche Oktavglocke wird zu Ostern, zu Weihnachten und zu Silvester geläutet. Die Glocke stammt aus dem Jahr 1200 und trägt die Umschrift „O Rex Gloriae Veni Cum Pace“ und die Jahreszahl „MCC“ – O König der Herrlichkeit komm in Frieden 1200. – Ihre Herkunft wie auch ihr Entstehungsort, sind nach wie vor unbekannt. Sie ist in ihrer Art wohl die einzige noch läutbare Glocke in ganz Europa (wahrscheinlich sogar weltweit) und gibt Aufschluss über die hohe Kunst des Glockenguss zur Zeit der Babenberger. Der Sage nach soll die Glocke zur Türkenzeit (oder im Dreißigjährigen Krieg) vergraben und viele Jahre später von Wildschweinen ausgewühlt worden sein. Der Auffindungsort soll sich bei den zwei Linden am Hochfeld befunden haben. | BDA-Hist.: Q38154110 Status: § 2a Stand der BDA-Liste: 2025-06-30 Name: Kath. Pfarrkirche hl. Martin und Glocke GstNr.: .4 Pfarrkirche St. Martin-Karlsbach |